# Kyogo Furuhashi
Kyogo Furuhashi (n. 20 ianuarie 1995, Prefectura Nara, Japonia) este un fotbalist japonez, care joacă pe post de atacant la Rennes în Ligue 1. Pe plan internațional, are prezențe la națională pentru Japonia.
Furuhashi a debutat la echipa națională a Japoniei în anul 2019.

## Statistici
| Japonia | Japonia | Japonia |
| An      | Meciuri | Goluri  |
| ------- | ------- | ------- |
| 2019    | 1       | 0       |
| Total   | 1       | 0       |